# Elif Ana
Elif Ana ist ein türkisches Filmdrama aus dem Jahr 2022. Der deutsche Kinostart war am 8. Dezember 2022.

## Handlung
Der Film erzählt, eingebettet in die Geschichte der Republik Türkei, das Leben der Elif Sugan (geb. 1908, gest. 30. September 1991). Sie wirkte an ihrem anatolischen Heimatort Akdemir, Gemeinde Pazarcık in der türkischen Provinz Kahramanmaraş als alevitische Ana und war daher als Elif Ana („Mutter Elif“) bekannt. Ihr Grabmal (Türbe) wurde zum Gegenstand ihrer Verehrung und Ziel von Wallfahrten.

## Produktion
Der Film wurde ohne öffentlich und private Geldgeber zu großen Teilen an Originalschauplätzen gedreht und nach der Veröffentlichung in Europa (Paris, Düsseldorf, Stuttgart und Zürich) am 5. Dezember 2022 in Istanbul, am 7. Dezember in Gaziantep, im Heimatgebiet der Protagonistin und am 8. Dezember in Izmir gezeigt.